# Steve Missillier
Steve Missillier (ur. 12 grudnia 1984 w Annecy) – francuski narciarz alpejski, wicemistrz olimpijski w slalomie gigancie.

## Kariera
Specjalizuje się w slalomie specjalnym i slalomie gigancie. Po raz pierwszy na arenie międzynarodowej pojawił się 9 grudnia 1999 roku w Les Menuires, gdzie w zawodach FIS Race zajął 42. miejsce w gigancie. W 2003 roku zajął piąte miejsce w slalomie podczas mistrzostw świata juniorów w Briançonnais. Na rozgrywanych rok później mistrzostwach świata juniorów w Mariborze jego najlepszym wynikiem była siedemnasta pozycja w gigancie. W zawodach Pucharu Świata zadebiutował 13 grudnia 2004 roku w Sestriere, gdzie nie ukończył pierwszego przejazdu w slalomie. Pierwsze pucharowe punkty wywalczył 5 marca 2006 roku w Yongpyong, zajmując dwunaste miejsce w gigancie. Tylko raz stanął na podium zawodów PŚ - 12 grudnia 2010 roku w Val d’Isère był trzeci w slalomie, przegrywając tylko z dwoma Austriakami: Marcelem Hirscherem i Benjaminem Raichem. Najlepsze wyniki osiągał w sezonie 2012/2013, kiedy zajął 22. miejsce w klasyfikacji generalnej.
W 2007 roku wystąpił w gigancie na mistrzostwach świata w Åre, jednak nie ukończył rywalizacji. Na rozgrywanych dwa lata później mistrzostwach świata w Val d’Isère zajął szóste miejsce w slalomie. W tej samej konkurencji startował także na mistrzostwach świata w Garmisch-Partenkirchen w 2011 roku oraz mistrzostwach świata w Schladming dwa lata później, jednak obu wyścigów nie ukończył. W 2010 roku startował na igrzyskach olimpijskich w Vancouver, zajmując trzynaste miejsce w gigancie i nie kończąc slalomu. Do mety w slalomie nie dotarł również podczas igrzysk olimpijskich w Soczi w 2014 roku. Zdobył tam jednak srebrny medal w gigancie, rozdzielając na podium Teda Ligety'ego z USA i swego rodaka Alexisa Pinturault.

## Osiągnięcia

### Igrzyska olimpijskie
| Miejsce | Dzień     | Rok  | Miejscowość     | Konkurencja | Czas        | Strata  | Zwycięzca        |
| ------- | --------- | ---- | --------------- | ----------- | ----------- | ------- | ---------------- |
| 13.     | 23 lutego | 2010 | Whistler        | Gigant      | 2:37,83 min | +1,60 s | Carlo Janka      |
| DNF2    | 27 lutego | 2010 | Whistler        | Slalom      | 1:39,32 min | –       | Giuliano Razzoli |
| 2.      | 19 lutego | 2014 | Krasnaja Polana | Gigant      | 2:45,29 min | +0,48 s | Ted Ligety       |
| DNF1    | 22 lutego | 2014 | Krasnaja Polana | Slalom      | 1:41,84 min | -       | Mario Matt       |

### Mistrzostwa świata
| Miejsce | Dzień     | Rok  | Miejscowość | Konkurencja | Czas biegu  | Strata  | Zwycięzca            |
| ------- | --------- | ---- | ----------- | ----------- | ----------- | ------- | -------------------- |
| DNF1    | 14 lutego | 2007 | Åre         | Gigant      | 2:19,64 min | -       | Aksel Lund Svindal   |
| 6.      | 15 lutego | 2009 | Val d’Isère | Slalom      | 1:44,17 min | +2,29 s | Manfred Pranger      |
| DNF1    | 18 lutego | 2011 | Ga-Pa       | Slalom      | 1:41,72 min | -       | Jean-Baptiste Grange |
| DNF2    | 17 lutego | 2013 | Schladming  | Slalom      | 1:51,03 min | -       | Marcel Hirscher      |

### Mistrzostwa świata juniorów
| Miejsce | Dzień     | Rok  | Miejscowość  | Konkurencja | Czas biegu  | Strata  | Zwycięzca        |
| ------- | --------- | ---- | ------------ | ----------- | ----------- | ------- | ---------------- |
| 5.      | 8 marca   | 2003 | Briançonnais | Slalom      | 1:33,74 min | +1,59 s | Marc Berthod     |
| 58.     | 12 lutego | 2004 | Maribor      | Supergigant | 1:17,49 min | +4,17 s | Hans Olsson      |
| 17.     | 13 lutego | 2004 | Maribor      | Gigant      | 2:17,40 min | +2,44 s | Jeffrey Harrison |
| DNF1    | 14 lutego | 2004 | Maribor      | Slalom      | 1:33,33 min | -       | Raphael Fässler  |

### Puchar Świata

#### Miejsca w klasyfikacji generalnej
- sezon 2005/2006: 110.
- sezon 2006/2007: 92.
- sezon 2007/2008: 72.
- sezon 2008/2009: 36.
- sezon 2009/2010: 34.
- sezon 2010/2011: 25.
- sezon 2011/2012: 27.
- sezon 2012/2013: 22.
- sezon 2013/2014: 31.
- sezon 2014/2015: 103.

#### Miejsca na podium w zawodach
1. Val d’Isère – 12 grudnia 2010 (slalom) – 3. miejsce